# Werner W. Ernst

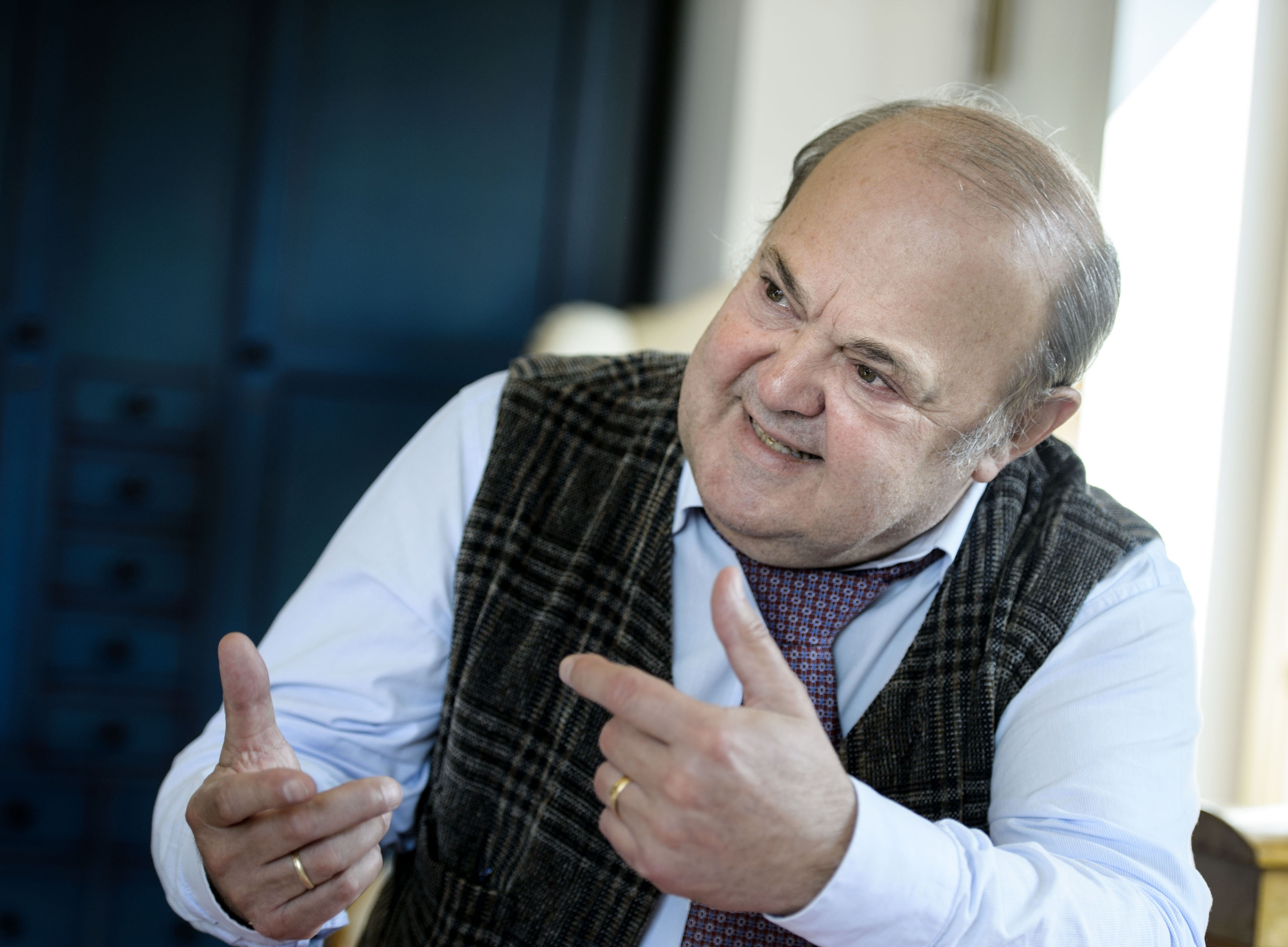
Werner W. Ernst im Interview mit der Tiroler Tageszeitung (2015)

Werner W. Ernst (* 25. August 1947 in Salzburg) ist ein österreichischer Politikwissenschafter. Er war Professor am Institut für Politikwissenschaft der Universität Innsbruck. Seine Forschungsschwerpunkte lagen vorrangig auf den Gebieten der politischen Theorie und Ideengeschichte, der Erkenntnistheorie, allgemeinen Gesellschaftslehre und psychoanalytischen Entwicklungstheorie. Besondere Aufmerksamkeit widmete er der Kritik an Recht und Moral, der Gewalt- und Negativitätsforschung sowie den Theorien des Bösen. Seine Erkenntnisse über diese Themen wurden in seinem Hauptwerk Das Böse, die Trennung und der Tod zusammengefasst.
Ernst war im Rahmen seiner Forschungstätigkeiten an der Universität Innsbruck Mitbegründer des interfakultären Arbeitskreises und der späteren Forschungsplattform Weltordnung – Religion – Gewalt, später Politik – Religion – Kunst, die sich durch ihre Inter- und Multidisziplinarität auszeichnete. Als ausgebildeter Psychotherapeut und Psychoanalytiker war er stellvertretender Vorsitzender der Gesellschaft für Psychoanalyse (Innsbruck). Er ist heute weiterhin als Psychoanalytiker in freier Praxis tätig.

## Leben
Ernst wuchs in Mattsee (Salzburg) auf. Bereits 1949 erfolgte die erste Übersiedlung, nachdem sein Vater eine berufliche Stellung in Wien als Lehrer an einer HTL angenommen hat. 1952 zog der Vater mit seiner Familie nach Lenzing (Oberösterreich). Nach der Volksschulausbildung erfolgte der Besuch des Realgymnasiums in Vöcklabruck (1957 bis 1960) und in Gmunden (1961). Im Herbst 1962 kam es aus Gründen schlechter Schulleistungen zu einem Wechsel an die Textil-HTL in Wien, die Ernst wieder mit mäßigen Ergebnissen absolvierte. Den anschließenden, neunmonatigen Grundwehrdienst beendete er an der Heeressport- und Nahkampfschule des Österreichischen Bundesheeres (Leistungssport Judo).
Im Herbst 1968 begann Ernst ein Studium der Nationalökonomie und Philosophie an der Universität Wien und beteiligte sich am politischen Widerstand (68er-Bewegung). 1972 schloss er das Studium der Sozial- und Wirtschaftswissenschaften mit dem Magister ab, um 1972–1974 Politikwissenschaft als Postgraduiertenstudium am Institut für Höhere Studien zu studieren. Gleichzeitig belegte er ein Doktoratsstudium der Ökonomie an der Universität Wien und das Musikstudium im Hauptfach Klavier am Prayner Konservatorium (Dr. rer. soc. oec. 1974, staatliche Reifeprüfung in Klavier 1974; beides mit Auszeichnung).
Am 1. November 1974 erfolgte die Ernennung zum Universitätsassistenten am Senatsinstitut für Friedensforschung an der theologischen Fakultät der Universität Wien. 1978 schloss Ernst das wieder aufgenommene Studium der Philosophie und Politikwissenschaft (Dr. phil.; mit Auszeichnung) an der Universität Wien mit einer Dissertation über die Sozialdemokratie ab. 1982 wechselte er an das Institut für Wirtschaftswissenschaften der Universität Wien und habilitierte sich 1983 in Politikwissenschaft an der Universität Innsbruck mit der Habilitationsschrift Legitimationswandel und Revolution. Studien zur neuzeitlichen Entwicklung und Rechtfertigung politischer Gewalt. 1985 übersiedelte er an das Institut für Politikwissenschaft der Universität Innsbruck, wo er ab März 1987 bis September 2012 als Universitätsprofessor für Politische Theorie und Ideengeschichte tätig war. Gegen die fachspezifische Enge hat Ernst eine Ausbildung zum Psychoanalytiker folgen lassen (1993 bis 1997). Studienreisen erfolgten unter anderen in die USA: 1989 und 1990 (Harvard University), 1990 (New York University), 1992 und 1993 (Arizona State University) und 1994 (Tulane University).
Werner W. Ernst lebt in Telfs (Tirol) und ist verehelicht mit der Kunstwissenschaftlerin Sybille Moser-Ernst (* 1955).

## Setzungsanalyse
„Hadern“ am herrschenden Positivismus in Wissenschaft und Alltag bewegte Werner W. Ernst in den 1990er Jahren zu einer Analyse der vorausgesetzten Annahmen (Setzungen) einer ausgrenzenden und einschränkenden Weltanschauung. Der Positivismus (lat. positivus, gesetzt, PPP von ponere, setzen) steht für ihn unter dem charakteristischen Zug, die Welt als vom Menschen gesetzt anzunehmen. Setzungen verdanken sich willkürlichen Herangehens durch den Menschen (Arbitrarität), während Erkenntnis auf Vorgängiges, bereits Daseiendes verweist, welches aus sich selbst heraus Entwicklung und damit auch Erkenntnis nach sich zieht. Der Begriff Setzung und die dazugehörigen Komposita ermöglichten ihm eine prägnante Beschreibung dieser verbreiteten Weltanschauung, welche als Setzungsgewalt herrscht und von ihm mit dem Pleonasmus „anthropozentrischer Setzungs-Positivismus“ gekennzeichnet wurde. Eine Zusammenfassung der Setzungsanalyse veröffentlichte Ernst in dem Aufsatz Wissenschaftspositivismus und Psychoanalyse, in: Psychoanalyse an der Universität, 2004.
Als Erst‑Setzung erläutert Ernst die Ich-Setzung. Diese Ich‑Setzung bedeutet, dass der Mensch vorab, ohne noch nach anderen vorlaufenden Bestimmungsgründen Ausschau zu halten, das Ich zum alleinigen Grund für alle weiteren Herleitungen erhebt. Das, was zugrunde liegt, heißt im Lateinischen Subjekt (lat. subiectum, PPP von subicere, unterlegen, unterwerfen). Der Ich-Setzung entspricht daher die Subjekt-Setzung (egologisches Subjekt). Der Subjektstatus für und durch den Menschen gilt als selbstverständlich und ist tief in Denken und Sprache eingegraben. Im Weiteren kann der Mensch alles, was er nicht selber ist oder nicht sein möchte, über die Objekt-Setzung negieren (Nicht-Ich) und sich die Objekte als ihm entgegengeworfen vorstellen (lat. obiectum, PPP von obicere, etwas sich ent-gegen-werfen). Das Subjekt bildet für Ernst somit die Grundlage für den Objektstatus (Subjekt-Objekt-Spaltung), kurz: „der Mensch schafft die Welt“ oder in der Alltagssprache: „der Mensch steht im Mittelpunkt“ (siehe Humanismus).
Eine Fort-Setzung der Ich-Setzung erfolgt laut Ernst im logischen Denken durch die Denkgesetze (Axiome). Diese Denkgesetze kommen durch Gleich‑Setzung (Satz der Identität, lat. principium identitatis) und als Gegenprinzip durch Entgegen‑Setzung (Satz vom Widerspruch, lat. principium contradictionis) zustande. Entweder gehört etwas zum Selben (Identität) oder aber es gehört nicht dazu und steht deshalb in Gegensatz zu ihm (Kontradiktion, Differenz). Etwas Drittes gibt es nicht (Satz vom ausgeschlossenen Dritten, lat. tertium non datur). Unterschiede, Übergänge, Abweichungen, Zwischenräume, Verbindungen, Vermischungen von Dingen, Menschen, Zuständen oder Ereignissen sieht Ernst dem Urteil von Gleich-Setzung ausgesetzt, und wenn diese nicht gelingt, einer Verurteilung durch Entgegen-Setzung (Trennung/Abgrenzung) ausgeliefert. Wie versteinert stehen einander Identität und Differenz gegenüber, und den Zusammenhang zu denken, scheitert an der schizogenen Ausgangslage. Für ihn zeigt es sich noch schlimmer: Die Aufgespaltenheit (Auseinander-Setzung) drängt nach einer (idealistischen) Vorstellung von Ganzheit, welche sich über einen Akt der Zusammen‑Setzung herstellt. Diese sogenannten Denkgesetze herrschen laut Ernst als Denkgewalt (Trennungsgewalt) über Anders- oder Fremdheit.
Ich-Setzung (Subjekt) und Gleich-Setzung (Identität) ziehen für Ernst eine Folge von weiteren Setzungsakten nach sich, die er in seinen Schriften ausführlicher analysiert. Auszugsweise sind dies Setzungen wie: Anfangs-Setzung, Ursachen-Setzung, Voraus-Setzung (im Voraus setzen, Annahme), Fest-Setzung, Um-Setzung, Durch-Setzung, Über-Setzung, Mittel-Einsetzung, Zweck-Setzung, Ziel-Setzung, Rechts-Setzung (Gesetz), Grund-Setzung (Grundsatz), Norm-Setzung, Maßnahmen-Setzung, Herab-Setzung, Be-Setzung, Zer-Setzung, Aus-Setzung, Ent-Setzung.
Aus der Setzungswelt heraustreten bedeutet für Ernst, dass keinerlei Setzungsakte die Erkenntnis vorherbestimmen und dadurch trüben dürfen. Als Alternative zur Setzungsform geht er vom vorlaufenden Zusammenhang aus. Dieser Zusammenhang ist nicht aus Teilen zusammengesetzt (Zusammen-Setzung), sondern besteht aus Unterschieden an sich selber. Diese Unterschiede bilden sich evolutionär, indem Entwicklung oder Hervorbringung etwas ausdifferenziert, das anschließend ein Entwickeltes, Hervorgebrachtes ist. Dieser Unterschied sollte laut Ernst nie als so anders interpretiert werden, als hätte er mit der Hervorbringung nichts mehr zu tun. Der Zusammenhang von Hervorbringung und Hervorgebrachten hat sogar immer als größer zu gelten als ihr Unterschied. Selbst wenn sich das Hervorgebrachte, wie etwa der Mensch, seiner eigenen Hervorbringung entgegen‑setzt, ist für ihn deshalb der Zusammenhang nicht aufgelöst.

## Transzendenz
Die Setzungen und der höherrangige vorlaufende Zusammenhang schienen für Ernst eine angemessene wissenschaftliche Auslegung der universalen Zustände und Ereignisse zu bieten. Diskussionen mit Raymund Schwager ergaben, dass das Denken sich besonders die Frage stellen müsse, wie die Entstehung und das Ende des vorlaufenden Zusammenhanges zu denken sei, oder mit anderen Worten: Womit beginnt ein Anfang und wodurch ist ein Ende beschieden? Nach Schwager kommt es auf eine spezifische Sicht von Transzendenz an, welche schon in der (endlichen) Immanenz als sich erweiternder, zeitloser und un-endlicher Raum angelegt ist. Liebe, Leben und Verbindung stehen immer schon im Übergang zu einer Sphäre, die durch keine immanente Zweckhaftigkeit reduziert werden soll. Sein bisheriges Denken über die Immanenz ergänzte Ernst also um eine Transzendenz, die er als Urheberschaft von allem immanenten Sein als erstrangig und wesentlich beschreibt. Im Unterschied zur Transzendenz, in der Alles enthalten und aufgehoben ist, kann die Immanenz nur als unvollständig und mangelhaft gedeutet werden. Dieses grundsätzliche Defizit schafft den anfänglichen Erklärungsgrund für alles weitere innerweltliche Böse. Für Ernst bildete diese Ergänzung eine Denkerweiterung, worüber er in dem Aufsatz Zur Transzendenz. In memoriam Raymund Schwager, in: Kirche als universales Zeichen, 2005, berichtet.

## Böse
Das innerweltliche Geschehen untersteht von Beginn an einer Transzendenz, der es sich seiner Herkunft nach verdankt. Es ist in seiner Nachrangigkeit und Unabgeschlossenheit zu verstehen. Somit hat auch das Gute in der Welt immer mit einem Mangel zu tun und trennt sich im schlimmsten Fall ganz von der Transzendenz ab und wird dadurch bösartig. Die Trennung bzw. Abgrenzung bildet – formal gesehen – das Böse. Demgegenüber schafft die Verbindung im Sinne eines genetisch vorlaufenden Zusammenhangs das Gute. Die inhaltlichen Formen des Bösen versucht Ernst in seinem Buch Das Böse, die Trennung und der Tod. Eine Theorie des Bösen, 2014, in allen Bereichen des Lebens konkret nachzuweisen. Anhand einer in einem abgestuften Zusammenhang stehenden Entwicklungsreihe: Herausbildung, Hervorbringung – Liebe – Gemeinschaft, Recht – Ökonomie – Wissenschaft, Technik, Kunst zeigt er die jeweils dazugehörigen negativen Bereiche – Ideologien und Institutionen – auf, welche sich durch Trennung bzw. Abspaltung als böse erweisen. Diese sind Setzungen, Konstruktionen – Sexualität – Organisation, Macht – Warenform, Tauschwert – Positivismus, Objektivation, Instrumentalisierung. Eine Enthüllung des Endes aller Entwicklungen und Fehlentwicklungen wagt Ernst am Ende des Buches im Kapitel X. Gut und Böse und die Apokalypse.

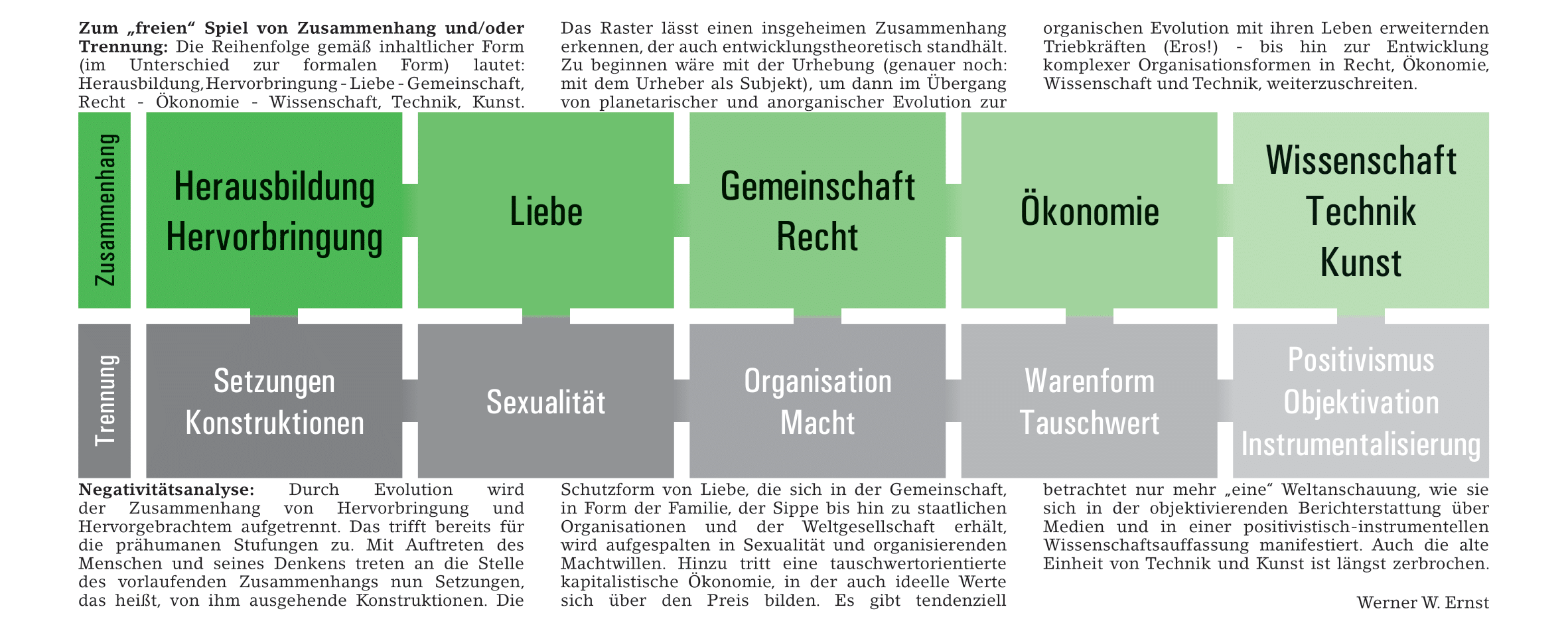
Die Grafik ist eine Darstellung der Entwicklungsreihe aus dem Denken von Werner W. Ernst.

## Anliebe
Das Böse ist daran erkennbar, dass es durch Trennungsvorgänge Gegensätze hervorbringt, die sich schließlich als Gewalt und Gegengewalt gegenüberstehen. Davon betroffen ist ebenso dasjenige Gute, das kein Böses an sich selbst erkennt. Diese – vom Bösen abgetrennte – Auffassung des Guten ist gegenwärtig in den Augen von Werner W. Ernst der Normalfall in der westlich-aufgeklärten Gesellschaft. Da auch hier ein Trennungsvorgang den Ausgang bildet, werden letztlich – wie vom Bösen auch – vom scheinbar Guten Gegengewalten erzeugt. Da Gewalt die Vernichtung des Lebens zur Folge hat, ist sie weder für das Böse noch für das vom Bösen abgetrennte Gute anzustreben. Um Gewalt zu reduzieren, erscheint es daher notwendig, aus der Gewaltspirale auszubrechen und Verbindungen an Stelle von Trennungen einzugehen. Eine besänftigende, abmildernde Haltung gegenüber dem Bösen wäre einzunehmen. Diese Haltung nennt Ernst: Anliebe. Für das anliebende Handeln ist es wichtig, dass in keiner Weise ein Gegensatz zu einem Fremdbösen hergestellt wird. Zuerst wäre laut Ernst das Eigenböse an einem selber zu erinnern und von diesem ausgehend das Fremdböse als ähnlich wahrzunehmen. Erst über diesen Ähnlichkeitsbezug kann Stufe um Stufe das Fremdböse verstanden werden. Da statt Trennen (Ab-Trennen von Fremdbösen und Eigenbösen) Verbindung herbeigeführt wird, geht ein Stück (Gegen-)Gewalt verloren. Durch das Verbinden erfährt das Fremdböse eine Rührung, die es Gewalt vermindern lässt. Ernst fasst das Ergebnis dieser Rührung als eine kleine Versöhnung auf. Hingegen wird durch Trennung das Böse nur isoliert, wodurch es sich zusätzlich noch vergrößert. Erfährt das Fremdböse keine Rührung, wird ein weiterer Anlauf von Anliebe notwendig. Und irgendwann ist das Böse auch bereit, zu erweichen; zunächst nur graduell und wenig, schließlich in größeren Ausmaßen. Auch die Anliebe muss sich in diesem Prozess noch weiter formieren. Die entwaffnende Wirkung von Anliebe sollte jedoch in den Augen von Ernst letztlich alles Gegen von Gegnerschaft und Entgegen-Setzung in Verbundenheit transformieren.

## Rezeption
In der Rezension
des Buches Das Böse, die Trennung und der Tod sieht Bodo Kirchner das methodologische Problem, dass in den Texten von Ernst der Gläubige das letzte Wort hat und dass es beim Bösen um eine Entscheidung hin zur christlichen Religiosität geht. Weiters kritisiert Kirchner besonders, dass die sexuelle Lust einer moralischen Bewertung unterzogen wird und zwischen den Zeilen, aber auch manchmal explizit als böse disqualifiziert wird.
Im Gegensatz dazu steht die Rezension von Henri Edelbauer, in der die Übernahme auch theologischer Fragestellungen, wie etwa des Zusammenhangs des Bösen mit der Sexualität – neben den sonst genannten gesellschaftlichen Bereichen –, Anerkennung findet.

## Schriften

### Monografien
- Sozialdemokratie. Versuch einer Rekonstruktion. Mit einem Geleitwort von Bruno Kreisky. Böhlau Verlag, Wien-Köln 1979, ISBN 978-3-205-07146-4.
- Legitimationswandel und Revolution. Studien zur neuzeitlichen Entwicklung und Rechtfertigung politischer Gewalt. Duncker & Humblot Verlag, Berlin 1986, ISBN 978-3-428-06056-6.
- Das Böse, die Trennung und der Tod. Eine Theorie des Bösen. Passagen Verlag, Wien 2014, ISBN 978-3-7092-0127-5.
- Werner Körte und der Nationalsozialismus. innsbruck university press, Innsbruck 2020, ISBN 978-3-99106-007-9. (online)

### Herausgeberschaften
- Theorie und Praxis der Revolution. Böhlau Verlag, Wien-Köln-Graz 1980, ISBN 978-3-205-07154-9.
- Wissenschaft und Verantwortlichkeit. WUV-Universitätsverlag, Wien 1994 (gem. mit H. Barta und H. Moser), ISBN 978-3-85114-149-8.
- Rationalität und Gefühl im Geschlechterverhältnis. Centaurus Verlag, Pfaffenweiler 1995 (gem. mit Ch. Annerl und U. Ernst), ISBN 978-3-8255-0071-9.
- Herren-Los. Herrschaft – Erkenntnis – Lebensform. Peter Lang Verlag, Frankfurt-Berlin-Bern-New York-Paris-Wien 1996 (gem. mit A. Schweighofer und C. von Werlhof), ISBN 978-3-631-48801-0.
- Öffentliche Meinung und europäische Sicherheitspolitik. Nomos Verlag, Baden-Baden 2002 (gem. mit F. Kernic), ISBN 978-3-7890-7857-6.
- Aufspaltung und Zerstörung durch disziplinäre Wissenschaften. StudienVerlag, Innsbruck-Wien-München-Bozen 2003, ISBN 978-3-7065-1823-9.
- Psychoanalyse an der Universität. LIT Verlag, Münster-Hamburg-London 2004 (gem. mit Hans Jörg Walter), ISBN 978-3-8258-8202-0.
- Liebe im Zeichen von Lieblingsliteratur. IUP Verlag, Innsbruck 2009, ISBN 978-3-902719-08-9. (online)

### Aufsätze (Auswahl)
- Idionomie und Herrschaft. Ist alteritäre (nicht: alternative) Politik überhaupt möglich?, in: Texte, Zeitschrift 1/90, Innsbrucker Arbeitskreis für Psychoanalyse, Innsbruck 1990
- Wahrheit und Liebe. Eine Diskussion mit Werner W. Ernst, in: R. Jochum/Ch. Stark (Hg.), Theologie für gebrannte Kinder, Beiträge zu einer neuen politischen Theologie, Wien-Freiburg 1991
- Zur Psychoanalyse der Denkgewalt, in: Texte, Zeitschrift 3/91, Innsbrucker Arbeitskreis für Psychoanalyse, Innsbruck 1991
- Herrschaftsform und Ethik, in: Niemandsland, Zeitschrift zwischen den Kulturen 4, 10/11, Berlin 1992
- Formale Form als Rechtsgewalt, in: Ethica. Wissenschaft und Verantwortung, Heft 2/1993
- Zu einer Phänomenologie von „Fest-“Setzung und „Gegen-“Stand, in: H. Reinalter (Hg.), Vernetztes Denken – Gemeinsames Handeln. Interdisziplinarität in Theorie und Praxis, Thaur-Wien-München 1993
- Zur Analyse der moralischen Denkform, in: Sapientia Papers 3/93, Sapientia – Schriftenreihe des Instituts für politische Philosophie und Kultur, Wien 1993
- Die „Werte“ und ihr Feind, in: Der Innsbrucker theologische Leseraum, Innsbruck 23. November 2001 (online)
- Zur Transzendenz. In memoriam Raymund Schwager, in: R. Siebenrock/W. Sandler (Hg.), Kirche als universales Zeichen. In memoriam R. Schwager, Wien-Münster 2005
- Bildung und Gewalt, in: H. Hierdeis/H. J. Walter (Hg.), Bildung, Beziehung, Psychoanalyse, Beiträge zu einem psychoanalytischen Bildungsverständnis, Bad Heilbrunn 2007
- Europäisches Denken, Setzungsform und „Wahrheit“, in: A. Pelinka/F. Plasser (Hg.), Europäisch denken und lehren, Festschrift für Heinrich Neisser, Innsbruck 2007
- Das religiöse Denken und das Böse, in: W. Palaver/R. Siebenrock/D. Regensburger (Hg.), Westliche Moderne, Christentum und Islam. Gewalt als Anfrage an monotheistische Religionen, Edition Weltordnung – Religion – Gewalt Band 2, Innsbruck 2008 (online)
- Weggegangen. Bericht über meine letzte Kontroverse mit Egon Matzner, in: W. Schönbäck/W. Blaas/J. Bröthaler (Hg.), Sozioökonomie als multidisziplinärer Forschungsansatz, Eine Gedenkschrift für Egon Matzner, Wien 2008
- Wahrheit, Glaube und viele Religionsgemeinschaften, in: W. Guggenberger/W. Palaver (Hg.), Im Wettstreit um das Gute. Annäherung an den Islam aus der Sicht der mimetischen Theorie, Beiträge zur mimetischen Theorie Band 25, Münster 2009
- Anmerkungen zu einer Theorie der Denkgewalt, in: IDPRK – Innsbrucker Diskussionspapiere zu Politik, Religion und Kunst, Nummer 39 (Dezember 2010), Innsbruck 2010 (online)
- René Girard und die Psychoanalyse Freuds, in: N. Wandinger/P. Steinmair-Pösel (Hg.), Im Drama des Lebens Gott begegnen. Einblicke in die Theologie Józef Niewiadomskis, Münster 2011
- Säkularisation, in: W. Palaver/A. Oberprantacher/D. Regensburger (Hg.), Politische Philosophie versus politische Theologie?, Innsbruck 2011
- „Negativität“, „Trennung“ und „vorlaufender Zusammenhang“, in: M. Behmann/ Th. Frick/U. Scheiber/S. Wörer (Hg.), Verantwortung – Anteilnahme – Dissidenz, Frankfurt am Main 2013
- Sind Gegenwelten eine Alternative zu den Welten von heute?, in: Chr. Bertsch/V. Vahrson (Hg.), Gegenwelten, Innsbruck-Wien 2014
- Gott und seine Schöpfung, in: R. Siebenrock/Chr. Amor (Hg.), Handeln Gottes, Freiburg im Breisgau-Wien 2014
- Geschlechtlichkeit, Neigungsimperative und Befriedigungsform, in: H.-J. Niedenzu/H. Staubmann (Hg.), Kritische Theorie und Gesellschaftsanalyse, Innsbruck 2016 (online)
- Nationalsozialismus und Werner Körte – basierend auf Tagebüchern und Briefen (Theoriefassung), in: S. Moser-Ernst/Chr. Bertsch (Hg.), Kunst :: Wissenschaft, Innsbruck 2019